# Park Yeon-mi
Park Yeon-mi (tiếng Hàn: 박연미; sinh ngày 4 tháng 10 năm 1993), còn được gọi là Yeonmi Park, là một nhà hoạt động nhân quyền và người đào tẩu khỏi Bắc Triều Tiên có gia đình chạy trốn khỏi các chính sách kinh tế của CHDCND Triều Tiên. Cô đến Trung Quốc vào năm 2007 và định cư ở Hàn Quốc vào năm 2009, trước khi chuyển đến Hoa Kỳ vào năm 2014. Cô xuất thân từ một gia đình có học thức, có quan hệ chính trị và chuyển sang buôn bán chợ đen trong thời kỳ kinh tế Triều Tiên suy sụp vào những năm 1990..Cha cô bị đưa đến trại lao động vì tội buôn lậu. Họ chạy sang Trung Quốc, nơi Park và mẹ cô rơi vào tay bọn buôn người và cô bị bán làm nô lệ trước khi trốn sang Mông Cổ. Cô hiện là một nhà vận động cho các nạn nhân buôn người ở Trung Quốc và hoạt động để thúc đẩy nhân quyền ở Bắc Triều Tiên và trên toàn cầu.
Park đã trở nên nổi tiếng toàn cầu sau khi cô ấy có bài phát biểu tại Hội nghị thượng đỉnh Một thế giới trẻ 2014 ở Dublin, Ireland — hội nghị thượng đỉnh hàng năm tập hợp những người trẻ tuổi từ khắp nơi trên thế giới để phát triển các giải pháp cho các vấn đề toàn cầu . Bài phát biểu của cô ấy, về trải nghiệm trốn thoát khỏi Triều Tiên, đã nhận được 50 triệu lượt xem trong hai ngày trên YouTube và mạng xã hội, với tổng số hiện tại là hơn 80 triệu.  Hồi ký của cô In Order to Live: A North Korean Girl's Journey to Freedom được xuất bản vào tháng 9 năm 2015. Park cũng điều hành kênh Youtube "Voice of North Korea của Yeonmi Park", một vlog cá nhân trên mạng xã hội bao gồm tin tức, chính trị và văn hóa Bắc Triều Tiên.

## Tiểu sử
Park sinh ngày 4 tháng 10 năm 1993 tại Hyesan, Ryanggang, CHDCND Triều Tiên. Cha cô Park Jin-sik là một công chức làm việc tại tòa thị chính Hyesan, là một đảng viên của  Đảng Lao động Triều Tiên, và mẹ cô là y tá cho quân đội Bắc Triều Tiên. Cha cô sau đó đã thành lập một cơ sở buôn lậu kim loại ở thủ đô Bình Nhưỡng, nơi ông dành phần lớn thời gian trong năm trong khi vợ và con gái ở lại Hyesan. Gia đình cô giàu có theo tiêu chuẩn của Bắc Triều Tiên trong phần lớn thời thơ ấu của cô, mặc dù sau đó gia đình gặp khó khăn sau khi cha cô bị bỏ tù vì tham gia buôn bán muối, đường và các loại gia vị khác (là hoạt động kinh doanh bất hợp pháp ở Triều Tiên) . Park có một chị gái, Eun-mi.

## Trốn thoát khỏi Triều Tiên
Cha của Park bị bắt vì buôn bán bất hợp pháp và bị lao động khổ sai. Quan điểm của cô về dòng họ Kim đã thay đổi khi cô xem một đĩa DVD nhập khẩu bất hợp pháp của bộ phim Titanic năm 1997, khiến cô nhận ra bản chất áp bức và lừa dối của chính phủ Bắc Triều Tiên. Cô nói rằng bộ phim đã dạy cô ý nghĩa thực sự của tình yêu và cho cô "hương vị của tự do" . Khi đoàn tụ với gia đình, cha của Park đã thúc giục cả gia đình lên kế hoạch trốn sang Trung Quốc. Thật không may, chị gái Eunmi của cô ấy đã đến Trung Quốc sớm mà không thông báo cho họ. Park và gia đình cô lo sợ rằng họ sẽ bị trừng phạt vì hành vi bỏ trốn của Eunmi, vì vậy họ đã trốn khỏi Triều Tiên bằng cách đi qua Trung Quốc với sự giúp đỡ của những kẻ môi giới buôn lậu người Bắc Triều Tiên vào Trung Quốc. Các nhà truyền giáo Thiên chúa giáo Trung Quốc và Hàn Quốc đã giúp họ chuyển đến Mông Cổ, và vào năm 2009, các nhà ngoại giao Hàn Quốc đã tạo điều kiện cho gia đình chuyển đến Seoul. Park sau đó trở thành một nhà hoạt động toàn thời gian cho nhân quyền của Bắc Triều Tiên .

### Trốn thoát qua Trung Quốc
Park và gia đình cô đã trốn thoát khỏi Triều Tiên bằng cách vượt biên sang Cộng hòa Nhân Dân Trung Hoa. Vào đêm ngày 30 tháng 3 năm 2007, với sự trợ giúp của những kẻ buôn người, Park và mẹ cô đã vượt qua một con sông đóng băng và ba ngọn núi để đến Trung Quốc. Theo The Guardian và The Telegraph, cha của Park bị ốm và ở lại Triều Tiên, ông nghĩ rằng bệnh của ông sẽ khiến họ chậm lại  . Tuy nhiên, một số bài phát biểu khác của Park đã cho thấy cha cô đã cùng họ vượt biên sang Trung Quốc . Sau khi vượt qua biên giới Trung Quốc, Park và mẹ đến tỉnh Cát Lâm của Trung Quốc. Họ cố gắng tìm Eunmi, chị gái của Park nhưng không thành công, sau khi không nhận được thông tin từ những kẻ buôn người về tung tích của cô ấy. Yeon-mi và mẹ cô cho rằng Eunmi đã chết .
Một trong những kẻ buôn người đe dọa sẽ báo cáo Park và mẹ cô cho chính quyền nếu Park không quan hệ tình dục với anh ta. Mẹ cô đã can thiệp vì sự an toàn của cô bằng cách hiến thân cho kẻ buôn người. Vào tháng 10 năm 2007, Park đã gửi lời đến cha cô và sắp xếp để đưa ông vào Trung Quốc. Tại đây, bố cô được chẩn đoán mắc bệnh ung thư ruột kết không thể phẫu thuật.
Theo The Telegraph, trong khi gia đình đang sống trong bí mật, vào tháng 1 năm 2008, cha cô qua đời. Gia đình không thể chính thức để tang ông, họ sợ rằng sẽ bị chính quyền Trung Quốc phát hiện cho nên đã chôn cất bộ hài cốt của ông trong lòng đất của một ngọn núi gần đó . Mẹ của Park nói với The Diplomat vào năm 2014 rằng họ đã trả tiền cho hai người để giúp đưa thi thể của ông lên núi để chôn cất.
Park và mẹ cô đã tìm thấy một nơi trú ẩn ở nhà thờ Cơ đốc giáo do các nhà truyền giáo Trung Quốc và Hàn Quốc đứng đầu ở thành phố cảng Thanh Đảo, Trung Quốc. Do thành phố có dân số là người Triều Tiên lớn, họ có thể trốn tránh sự chú ý của chính quyền. Với sự giúp đỡ của các nhà truyền giáo, họ đã chớp lấy cơ hội và trốn sang Hàn Quốc qua Mông Cổ .

### Tị nạn ở Mông Cổ
Vào tháng 2 năm 2009, sau khi nhận được viện trợ từ các nhà hoạt động nhân quyền và các nhà truyền giáo Cơ đốc, Park và mẹ cô đã đi qua sa mạc Gobi đến Mông Cổ để xin tị nạn từ các nhà ngoại giao Hàn Quốc.. Khi họ đến biên giới Mông Cổ, lính canh đã chặn họ lại và đe dọa trục xuất cặp đôi này về Trung Quốc. Park kể lại rằng tại thời điểm này, cô và mẹ đã cam kết sẽ  tự sát bằng dao của chính mình. "Tôi nghĩ đó là dấu chấm hết cho cuộc đời mình. Chúng tôi tạm biệt nhau." Hành động của họ đã thuyết phục các lính canh cho họ qua, nhưng họ bị quản thúc và bị giam giữ tại một trung tâm giam giữ ở Ulaanbaatar, thủ đô của Mông Cổ. Vào ngày 1 tháng 4 năm 2009, Park và mẹ cô được đưa đến  sân bay Chinggis Khaan của Ulaanbaatar để bay họ đến Seoul. Park cảm thấy nhẹ nhõm khi được tự do cuối cùng; Daily Telegraph đưa tin, "'Ôi Chúa ơi', cô ấy nghĩ khi các quan chức hải quan Mông Cổ vẫy tay chào cô ấy." Họ không ngăn cản tôi. "" 

### Cuộc sống tại Đại Hàn Dân Quốc
Park và mẹ cô gặp khó khăn trong việc thích nghi với cuộc sống mới ở Hàn Quốc, nhưng họ đã tìm được công việc trợ lý cửa hàng và nhân viên phục vụ. Park cũng tiếp tục học tại đại học Dongguk ở Seoul . Vào tháng 4 năm 2014, tình báo Hàn Quốc thông báo cho Park rằng em gái của cô, Eunmi, đã trốn sang Hàn Quốc qua Trung Quốc và Thái Lan. Park và mẹ cô ấy cuối cùng đã đoàn tụ với Eunmi  .

### Định cư tại Hoa Kỳ
Park chuyển đến New York vào năm 2014 để hoàn thành cuốn hồi ký của mình trong khi mở rộng vai trò của mình như một nhà hoạt động. Cô đã xuất bản cuốn hồi ký của mình vào năm 2015, nơi cô chia sẻ hành trình của mình từ khi đào tẩu đến khi học lên cao. Cô đã tham gia các lớp học tại đại học Barnard, sau đó nộp đơn và được nhận vào Khoa nghiên cứu tổng hợp của đại học Columbia, bắt đầu từ đó vào học kỳ mùa thu năm 2016. Vào tháng 11 năm 2016, cô đang theo học chuyên ngành kinh tế .
Vào tháng 6 năm 2021, Park bày tỏ sự thất vọng về văn hóa chính trị đúng đắn mà cô đã trải qua tại  đại học Columbia, và so sánh nó với những gì cô thấy ở Bắc Triều Tiên, đất nước mà cô chạy trốn khi còn là một cô gái trẻ .

## Hoạt động nhân quyền và sự tiếp nhận
Kể từ khi trốn thoát, Park đã viết và nói công khai về cuộc sống của cô ở Bắc Triều Tiên, cô trở thành cây viết cho Washington Post, và đã được phỏng vấn bởi The Guardian, cô cũng tham gia vào chương trình truyền hình Dateline của Australia  Park tình nguyện viên cho các chương trình hoạt động như Freedom Factory Corporation,  một tổ chức tư vấn thị trường tự do ở Hàn Quốc.
Park cũng đã trở thành thành viên của LiNK (Tự do ở CHDCND Triều Tiên), một tổ chức phi lợi nhuận của Hoa Kỳ chuyên giải cứu những người tị nạn Triều Tiên đang ẩn náu ở Trung Quốc và có mong muốn tái định cư ở Hàn Quốc và Hoa Kỳ. Vào ngày 12 đến ngày 15 tháng 6 năm 2014, Park đã tham dự hội nghị thượng đỉnh của LiNK tại Đại học Pepperdine ở Malibu, California. Park và các nhà hoạt động Bắc Triều Tiên Joo Yang và Seongmin Lee đã làm việc trong các phiên họp và phòng thí nghiệm, thông báo cho những người tham gia về điều kiện ở Bắc Triều Tiên và cách LiNK có thể hỗ trợ những người tị nạn từ Bắc Triều Tiên. Park đã tham gia vào chiến dịch của LiNK có tên gọi Jangmadang (장마당).
Park cũng đã chia sẻ thẳng thắn về du lịch ở Triều Tiên, khi du khách được khuyến khích cúi đầu trước các bức tượng của Kim Jong Il và Kim Il Sung, những bức tượng mà cô ấy coi là "công cụ tuyên truyền của chế độ cộng sản bằng cách phóng đại sự kính trọng và buộc mọi người phải tuân  theo người lãnh đạo. " Cô có tên trong danh sách "100 Phụ nữ truyền cảm hứng" của BBC vào năm 2014 và là thành viên của Câu lạc bộ Helena.
Park đã làm việc với tư cách là người đồng dẫn chương trình cho Casey Lartigue, người dẫn chương trình trò chuyện của podcast-show North Korea Today. Chương trình thảo luận về các chủ đề của Triều Tiên và cuộc sống của những người tị nạn sau khi họ vượt biên. Park đã tình nguyện chớp lấy cơ hội này để tiếp tục hoạt động của mình. Lartigue và Park cùng nhau tổ chức năm tập của chương trình .
Park đã kể câu chuyện về cuộc trốn chạy của mình tại một số sự kiện nổi tiếng, bao gồm TED ở Bath, Somerst, hội nghị thượng đỉnh Một thế giới trẻ ở Dublin , và Diễn đàn Tự do Oslo . Một số nhà bình luận đã nhận thấy sự mâu thuẫn trong các câu chuyện về Bắc Triều Tiên của cô . Mary Ann Jolley của The Diplomat đã ghi nhận những khác biệt nhỏ đối với những phản bác trái ngược nhau trong nhiều trường hợp. Trong một bản cập nhật trực tuyến, Park nói rằng nhiều điểm mâu thuẫn trong các trích dẫn của cô ấy đến từ khả năng tiếng Anh hạn chế của cô ấy vào thời điểm đó, thêm vào đó, "những kí ức thời thơ ấu của cô ấy không hoàn hảo." Website 38 North đã lưu ý rằng một số các nhà phê bình, bao gồm cả những người tị nạn Bắc Triều Tiên khác, đã cáo buộc Park ngụy tạo câu chuyện của mình hoặc dựa trên các yếu tố từ câu chuyện trốn thoát của người khác
.Tại buổi phát biểu ngày 26 tháng 4 năm 2021 tại đại học Công nghệ Texas , Park tuyên bố rằng bài phát biểu xúc phạm Lãnh đạo tối cao Triều Tiên hiện là bất hợp pháp ở Hàn Quốc, có thể ảnh hưởng việc Hàn Quốc "Phát triển quan hệ liên Triều". Đạo luật cấm công dân Hàn Quốc gửi, cùng với những thứ khác, tờ rơi chống Bình Nhưỡng, thiết bị lưu trữ phụ (ví dụ: ổ USB), và tiền hoặc các lợi ích tiền tệ khác cho Triều Tiên.

## Đời tư
Park và chồng cũ người Mỹ của cô là Ezekiel có với nhau một đứa con, một cậu con trai . Trên kênh YouTube của mình vào tháng 1 năm 2021, cô ấy nói rằng cô ấy độc thân và không còn dính dáng với người bạn đời cũ .

### Đức tin
Park Yeon-mi từng cho rằng công cuộc thống nhất bán đảo Triều Tiên sẽ không thể nào diễn ra được, vì theo cô ấy thì chỉ có một dân tộc Hàn Quốc chứ không hề có dân tộc Triều Tiên. Park tin rằng sự thay đổi có thể xảy ra ở Triều Tiên miễn là cô và những người đào tẩu khác của Triều Tiên tiếp tục là người ủng hộ nhân quyền ở Triều Tiên. Theo National Review, Park cho rằng "cải tổ chính trị, kinh tế, như những lãnh đạo Cộng sản Trung Quốc cũng như Cộng sản Việt Nam đã làm vào các năm 1978 và 1986. Điều đó sẽ cho phép Cộng sản Bắc Triều Tiên tồn tại trong nhiều năm hơn nữa."   Do đó, dòng họ Kim sẽ có thể lấy được lòng dân, duy trì quyền lực của họ, từ  đó, họ sẽ có thể trở nên cởi mở hơn với thế giới. Park cũng tin rằng Jangmadang, chợ đen của Triều Tiên, sẽ góp phần phát triển kinh tế xã hội của đất nước, bởi  nó cung cấp khả năng tiếp cận rộng rãi với các phương tiện truyền thông và thông tin bên ngoài. Theo Park, "Tôi sẽ quay trở về Triều Tiên nếu như đất nước này đã thực sự thay đổi, và tôi sẽ rất vui khi được gặp lại những người bạn đồng lứa của mình và chúng tôi sẽ cố gắng hết sức để mang lại sự giàu có và tự do cho những người khốn khổ bị gia tộc họ Kim ngược đãi không thương tiếc!" . Park Yeon-mi công khai chỉ trích Kim Jong-un là một "gã đồi bại" vì đã ngược đãi và đàn áp người dân không thương tiếc. Cô ấy đã nói rằng: "Hắn ta (Kim Jong-un) là một gã đồi bại. Hắn ta nhất định sẽ giết hết tất cả mọi người trong nháy mắt. Sau khi lên nắm quyền, hắn ta đã giết tổng cộng 80 người trong một ngày sau khi xem phim có nội dung bạo lực hoặc là đọc những cuốn sách ngớ ngẩn. Nhà lãnh đạo này thật là tệ hại. Hắn ta đã ra lệnh xử bắn những người đang trốn khỏi Triều Tiên để tìm kiếm sự tự do và hạnh phúc!" .